# Helmut Bergmann (Diplomat)
Helmut Bergmann (* 26. August 1898 in Klein Oschersleben; † 15. Juli 1946 in Moskau) war ein deutscher Jurist, der während der Weimarer Republik und zur Zeit des Nationalsozialismus im Auswärtigen Amt als Diplomat tätig war und als Kriegsverbrecher in Moskau 1946 hingerichtet wurde.

## Leben und Wirken
Ab 1925 war Bergmann im Auswärtigen Amt tätig. Von 1930 bis 1932 tat er Dienst in der deutschen Botschaft in Moskau, anschließend war er in Danzig als Vizekonsul und Legationsrat tätig. Ab 1936 war er Legationsrat in der Politischen Abteilung des Auswärtigen Amtes, zum 1. August desselben Jahres trat er der NSDAP bei (Mitgliedsnummer 3.744.981). Von 1937 bis 1945 war er als Gesandter I. Klasse stellvertretender Leiter des Referates für die höheren Beamten im Auswärtigen Amt. 1939 wurde er zum Vortragenden Legationsrat und 1941 zum Gesandten I. Klasse als Ministerialdirigent zeitweilig Leiter der Deutschlandabteilung des Auswärtigen Amtes.  Als stellvertretender Leiter der Personal- und Verwaltungsabteilung war Bergmann einer der Schlüsselfiguren des Auswärtigen Amtes. Der Leiter dieser Abteilung war ab 1941 Hans Schröder. Gemäß einer Reisekostenabrechnung war er persönlich bei einer Kundgebung und Besprechung in Posen des Reichstatthalters Arthur Greiser und Robert Ley vom 15. bis 17. Dezember 1939 anwesend.
In den Jahren 1942 und 1943 war Bergmann an der Ausweisung ausländischer Juden aus dem Territorium und dem Machtbereich des Deutschen Reiches beteiligt, deren Staaten mit dem Deutschen Reich befreundet waren. Er bedankte sich 1942 beim Gestapo-Chef Heinrich Müller für die Entsendung des Judenberaters Theodor Dannecker nach Sofia. In einem Schreiben vom 9. März 1943 an die Parteikanzlei zur Vorlage bei Reichsleiter Martin Bormann informierte er über den „deutschen Standpunkt in der Judenfrage“ aus Sicht des Auswärtigen Amtes anlässlich einer diesbezüglichen Bitte von „ungarischer Seite … an die Gesandschaft Budapest“. Der ungarischen Seite solle in diesem Zusammenhang geraten werden, „dem sofortigen Beginn der Aussiedlung und dem Abtransport nach dem Osten durch die hierfür eingesetzte deutsche Organisation zuzustimmen“. Auch war er „randläufig“ in der NS-Judenpolitik in Bulgarien involviert.
Als Dienstältester einer Gruppe von fünfzig Angehörigen des Auswärtigen Amtes verblieb er bis zum Kriegsende in Berlin.
Bergmann wurde vermutlich im Juni 1945 in Berlin festgenommen. Aufgrund des Ukas 43 vom 2. November 1942 wurde Bergmann am 8. Juni 1946 vom Militärkollegium des Obersten Gerichtes der UdSSR zum Tode durch Erschießen verurteilt. Entscheidend für die Verurteilung sei neben seiner Mitgliedschaft in der NSDAP seine Arbeit in der Personalauswahl für den Reichsaußenminister Joachim von Ribbentrop gewesen. Das Urteil wurde am 15. Juli 1946 in Moskau vollstreckt.